# Юзафат Огризко
Юзафат Петро́вич Огризко (1826, Мінська губернія — 1890, Іркутськ) — чільний діяч польського визвольного руху 1860-х гг., білоруський дворянин, видавець польської газети «Слово» («Slowo») у Петербурзі.

## Біографія
Закінчив Лепельське повітове училище, мінську гімназію (1844), петербурзький університет зі ступенем кандидата права (1849).
Був чиновником Міністерства фінансів. У 1858 році організував друкарню і видання польської газети «Слово», видавець восьми томів «Volumina legum» (Зібрання законів старої Польщі).
У революційний рух включився в студентські роки, примикав до гуртка З. Сераковського, до польської революційної організації в Петербурзі. Користувався великим авторитетом у російських революційних колах, підтримував стосунки з партією «Земля і воля». Був близько знайомий з М. Г. Чернишевським.
З лютого 1863 року призначений головним представником Варшавського повстанського уряду в Петербурзі. У 1864 році був заарештований, в 1865 році — засуджений до страти, заміненої після каяття і видачі спільників двадцятьма роками сибірської каторги (на етапі в Тобольську в лютому 1866 року захворів і затримався на тиждень).
У 1866 році за участь у протесті засуджених проти жорстоких умов Акатуйського тюремного режиму був відправлений з Ю. Двржачком у заслання в Якутську область. Організатори російсько-польського повстання засланців планували ввести його в керівництво сибірської республіки Свободославія. 4 роки він перебував у повній самоті в спеціально побудованому острозі в Вілюйську, без прізвища (під № 11), а з 1871 року був у засланні в Якутську. Там він займався сільським господарством, розводив худобу, вчив якутів землеробства, здобув любов місцевих жителів.
З 1874 року Огризко відбував заслання в Верхоленську і Іркутську, де намагався добувати золото, а також займався адвокатурою серед золотопромисловців.
Помер в Іркутську в 1890 році, похований на Єрусалимському кладовищі, могила втрачена.